# О’Нилл, Джефф
Джефф О’Нилл (англ. Jeff O'Neill; 23 февраля 1976, Ричмонд-Хилл, Канада) — бывший профессиональный канадский хоккеист, центральный нападающий. В настоящее время работает хоккейным аналитиком на телеканале TSN, а также является ведущим передачи «Leafs Lunch» на радио TSN Radio 1050 вместе с двумя бывшими хоккеистами: Брайаном Хейзом и Джейми Макленнаном.
На драфте НХЛ 1994 года был выбран в 1 раунде под общим 5 номером командой «Хартфорд Уэйлерс». С 1997 по 2004 год играл за команду «Каролина Харрикейнз». 30 июля 2005 года обменян в «Торонто Мейпл Лифс».
После сезона 2006/07 завершил карьеру.

## Награды
- Обладатель Джек Фергюсон Эворд (1992)
- Обладатель Эммс Фэмили Эворд (1993)
- Лучший драфт-проспект CHL (1994)
- Победитель Молодёжного чемпионата мира (1995)
- Участник матча «Всех звёзд» НХЛ (1 раз)

## Статистика
```
                                            --- Regular Season ---  ---- Playoffs ----
Season   Team                        Lge    GP    G    A  Pts  PIM  GP   G   A Pts PIM
--------------------------------------------------------------------------------------
1992-93  Guelph Storm                OHL    65   32   47   79   88   5   2   2   4   6
1993-94  Guelph Storm                OHL    66   45   81  126   95   9   2  11  13  31
1994-95  Guelph Storm                OHL    57   43   81  124   56  14   8  18  26  34
1995-96  Hartford Whalers            NHL    65    8   19   27   40  --  --  --  --  --
1996-97  Springfield Falcons         AHL     1    0    0    0    0  --  --  --  --  --
1996-97  Hartford Whalers            NHL    72   14   16   30   40  --  --  --  --  --
1997-98  Carolina Hurricanes         NHL    74   19   20   39   67  --  --  --  --  --
1998-99  Carolina Hurricanes         NHL    75   16   15   31   66   6   0   1   1   0
1999-00  Carolina Hurricanes         NHL    80   25   38   63   72  --  --  --  --  --
2000-01  Carolina Hurricanes         NHL    82   41   26   67  106   6   1   2   3  10
2001-02  Carolina Hurricanes         NHL    76   31   33   64   63  22   8   5  13  27
2002-03  Carolina Hurricanes         NHL    82   30   31   61   38  --  --  --  --  --
2003-04  Carolina Hurricanes         NHL    67   14   20   34   60  --  --  --  --  --
2005-06  Toronto Maple Leafs         NHL    74   19   19   38   64  --  --  --  --  --
2006-07  Toronto Maple Leafs         NHL    74   20   22   42   54  --  --  --  --  --
--------------------------------------------------------------------------------------
         NHL Totals                        821  237  259  496  670  34   9   8  17  37

```